# Kupang (regentschap)
Het regentschap Kupang is een van de regentschappen op West-Timor, provincie Oost-Nusa Tenggara, Indonesië.

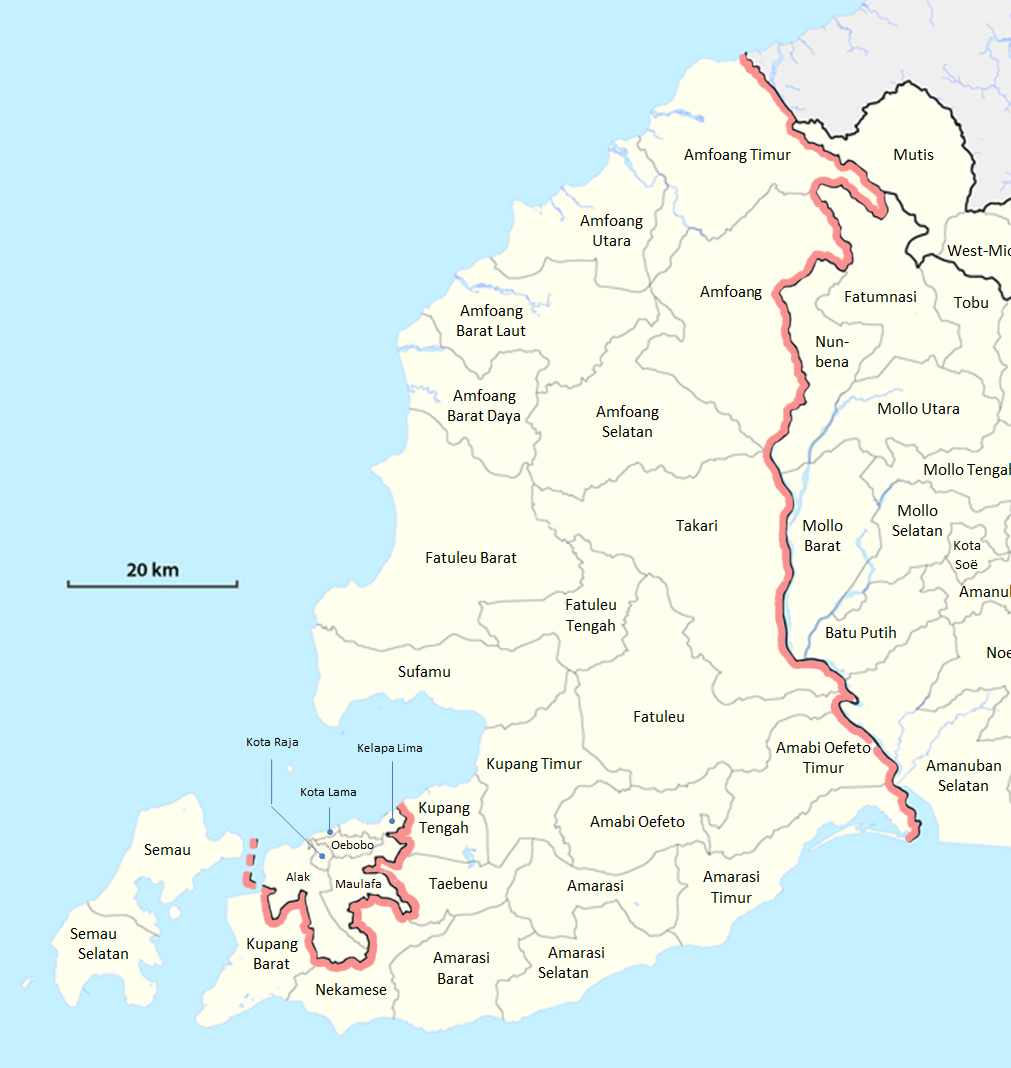
Regentschap Kupang en zijn districten (West-Timor).

## Geografie
Het regentschap Kupang telt 366.383 inwoners en heeft een oppervlakte van 5.298 km² en een dichtheid van 69 inw./km². Opgave: 2020.
Sinds 2010 is Oelamasi de hoofdstad van het regentschap, gelegen in het district Kupang Timur, en niet langer Stad Kupang.
Ten noord-oosten van het regentschap is het regentschap Noord-Midden-Timor en ten oosten het regentschap Zuid-Midden-Timor gelegen. In het noorden grenst het regentschap aan de exclave Oe-Cusse Ambeno, toebehorend aan de Democratische Republiek Oost-Timor. Binnen het regentschap Kupang is de Stad Kupang gelegen, welke de hoofdstad is van de provincie Oost-Nusa Tenggara. 

## Districten
Het regentschap Kupang telt de volgende 24 districten: Amabi Oefeto, Amabi Oefeto Timur, Amarasi, Amarasi Barat, Amarasi Selatan, Amarasi Timur, Amfoang, Amfoang Barat Daya, Amfoang Barat Laut, Amfoang Selatan, Amfoang Timur, Amfoang Utara, Fatuleu, Fatuleu Barat, Fatuleu Tengah, Kupang Barat, Kupang Tengah, Kupang Timur, Nekamese, Semau, Semau Selatan, Sufamu, Taebenu, Takari. Zie ook bijgaand kaartje.

## Demografie
Het percentage protestanten bedraagt 85,0 %. De overige percentages zijn: 12,7 % katholiek, 2,2 % moslim en 0,12 % hindoe.

## Taal
In het regentschap Kupang worden, naast het Indonesisch, vijf talen gesproken:
- Uab Meto in het noorden, midden en westen van West-Timor; het Uab Meto is een van de 48 timorese talen, welke op hun beurt een onderdeel zijn van de Centraal-Malayo-Polynesische talen;[2]
- Amarasi in het zuiden van het regentschap Kupang;
- Kupang-Maleis in het zuidwesten van het regentschap Kupang en op Semau;
- Bilba in het zuiden van Semau;
- Helong in het noorden van Semau.

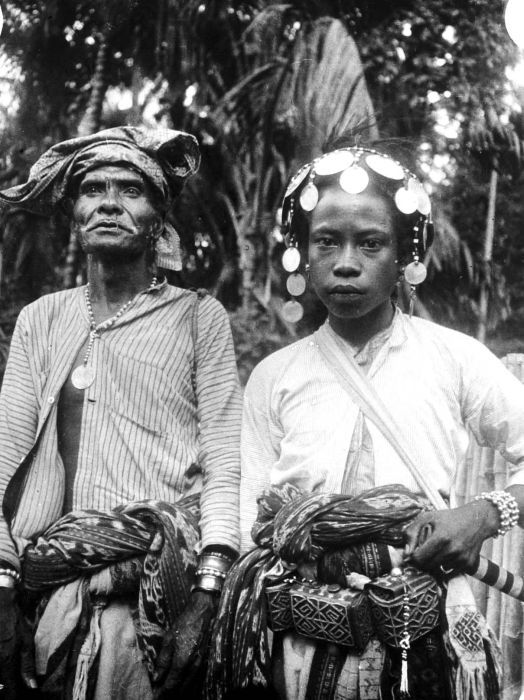
Meo krijgsman en priester van Mata-Amarasi met zijn vader in vol ornaat.
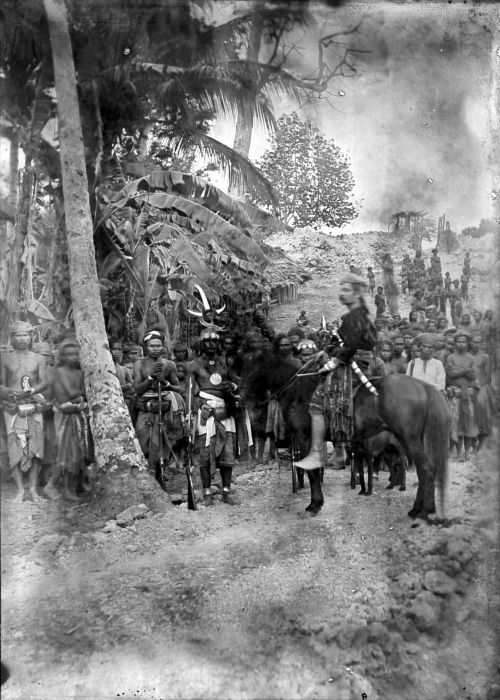
De Raja van Amarasi te paard.
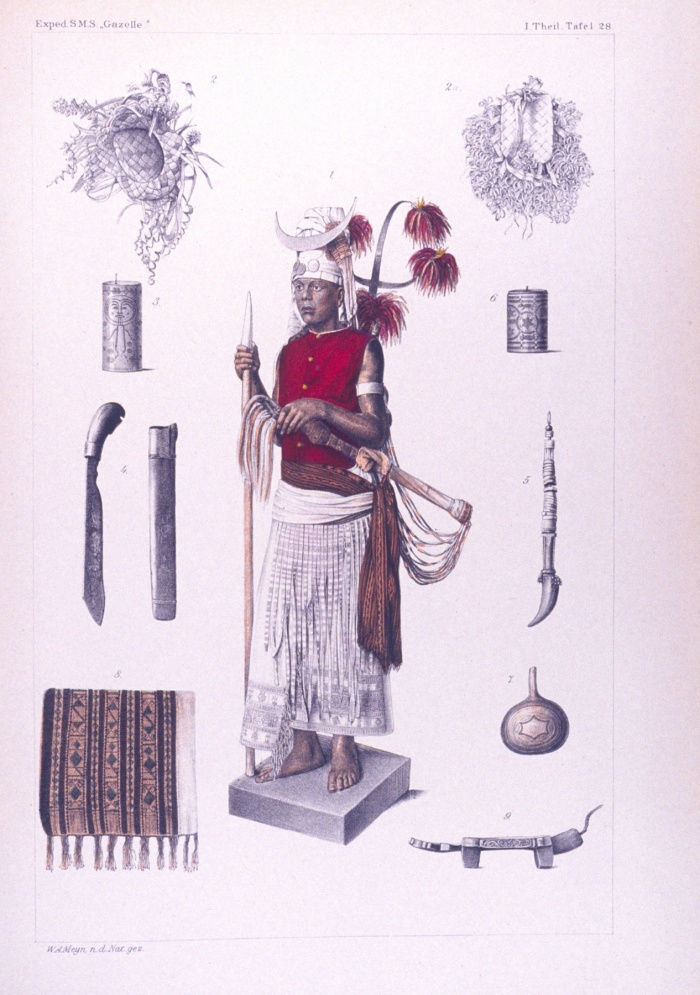
Krijger van het gebied rondom Kupang, 1875.
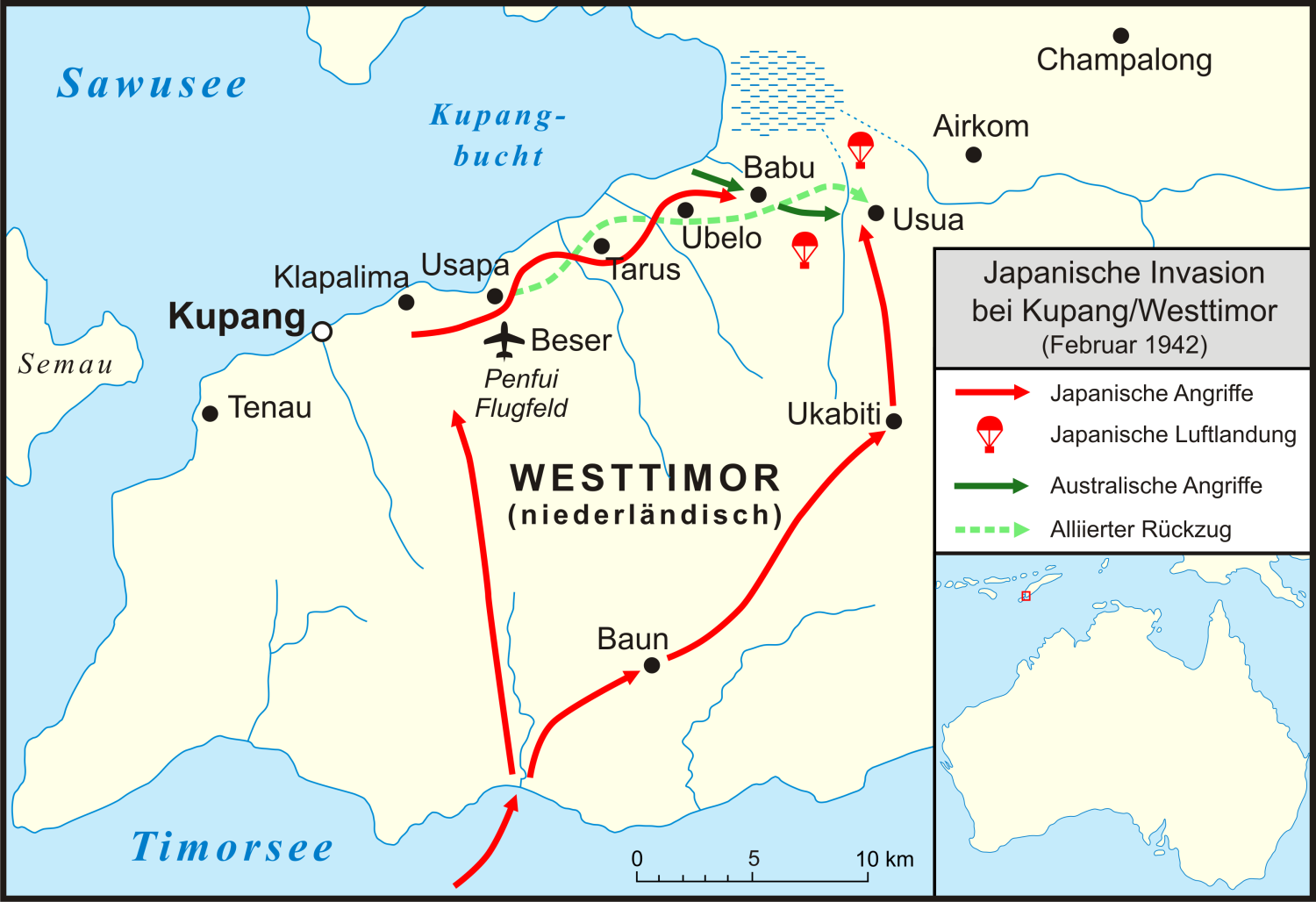
Japanse invasie bij Kupang in 1942.
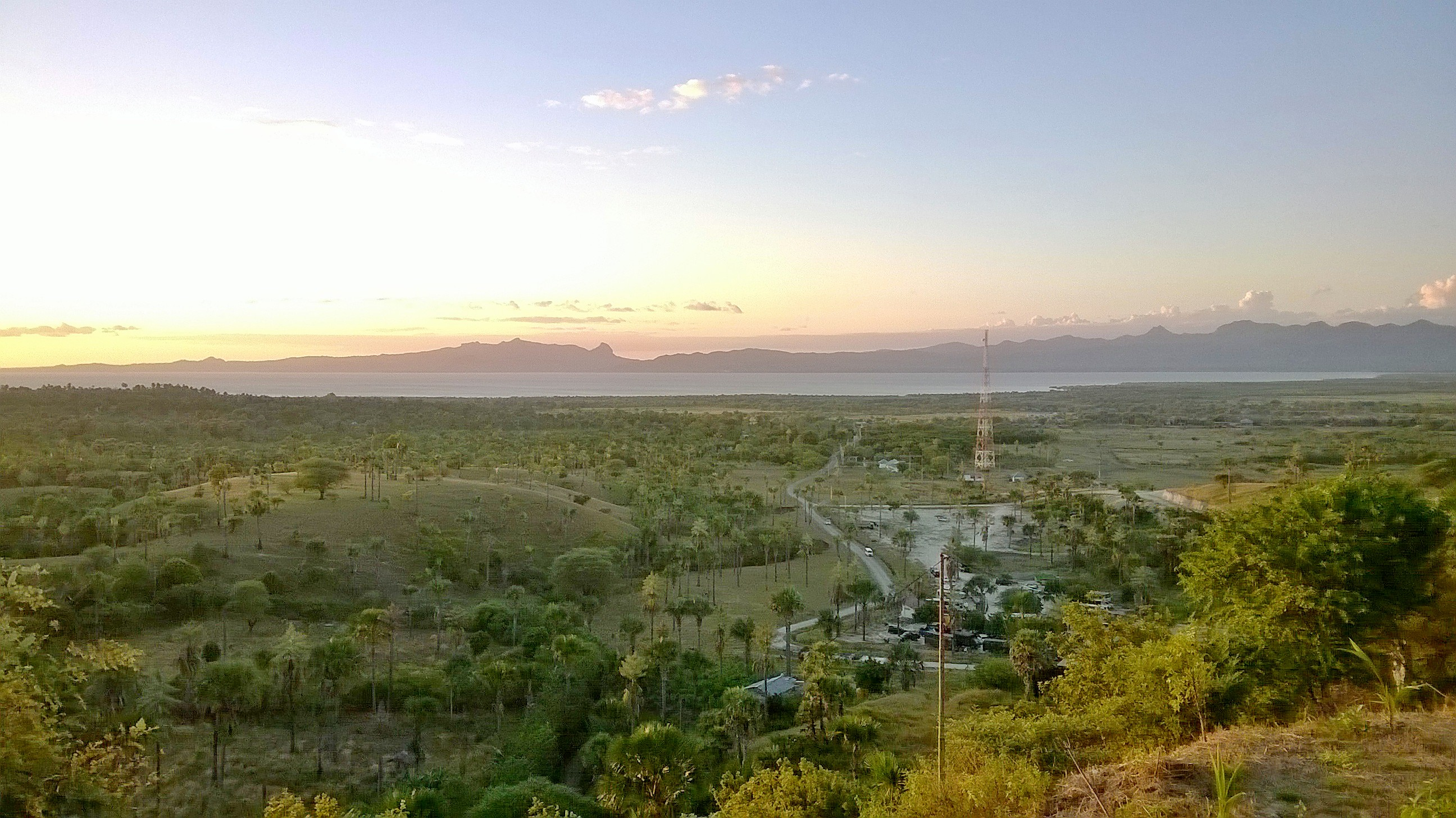
Landschap bij Oebelo, district Kupang Tengah.
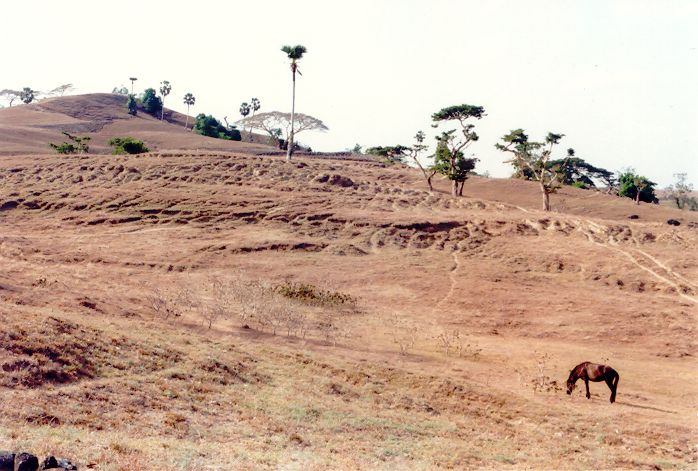
Landschap bij Tjamplong, district Fatuleu, tijdens de droge moesson.

Amabi Oefeto · Amarasi · Centraal-Kupang · Daya-West Amfoang · Fatureu · Hawu Mehara · Laut-West-Amfoang · Liae · Nekamese · Noord-Amfoang · Oost-Amarasi · Oost-Kupang · Oost-Savoe · Raijua · Semau · Sulamu · Takari · West-Amarasi · West-Kupang · West-Savoe · Zuid-Amarasi · Zuid-Amfoang
Stadsgemeente: Kupang

Regentschappen: Alor · Belu · Centraal-Sumba · Ende · Kupang · Lomblen  · Malaka · Manggarai · Ngada · Noord-Centraal Timor · Oost-Flores · Oost-Sumba · Rote Ndao · Sabu Raijua · Sikka · West-Manggarai · West-Sumba · Zuid-Centraal Timor · Zuidwest-Sumba